# Вален (Франция)
Вале́н (фр. Valeins) — коммуна во Франции, находится в регионе Рона — Альпы. Департамент — Эн. Входит в состав кантона Туассе. Округ коммуны — Бурк-ан-Брес.
Код INSEE коммуны — 01428.

## География

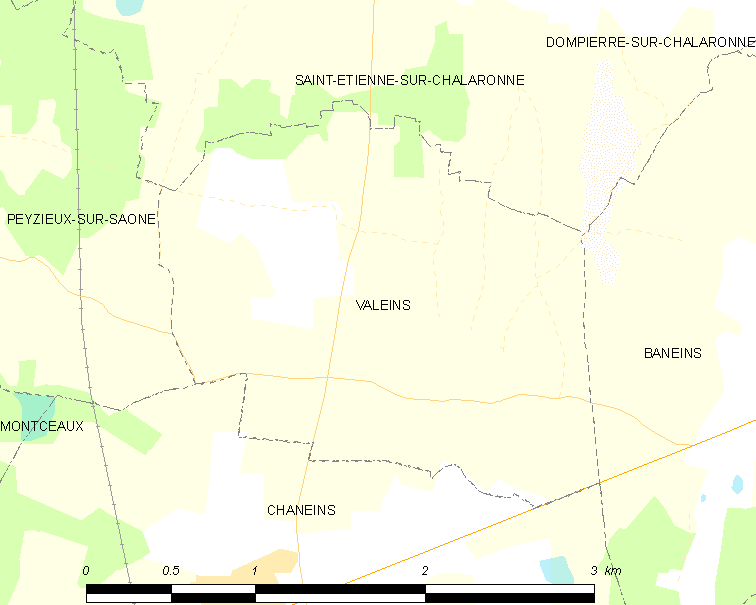
Карта коммуны

Коммуна расположена приблизительно в 360 км к юго-востоку от Парижа, в 40 км севернее Лиона, в 30 км к западу от Бурк-ан-Бреса.

## Климат
Климат полуконтинентальный с холодной зимой и тёплым летом. Дожди бывают нечасто, в основном летом.

## Население
Население коммуны на 2010 год составляло 88 человек.
| 1962 | 1968 | 1975 | 1982 | 1990 | 1999 | 2010 |
| ---- | ---- | ---- | ---- | ---- | ---- | ---- |
| 85   | 78   | 74   | 67   | 61   | 67   | 88   |

## Администрация
| Период | Период | Фамилия         | Партия | Примечания |
| ------ | ------ | --------------- | ------ | ---------- |
| 1995   | 2008   | Альбер Оржере   |        |            |
| 2008   | 2014   | Анник Чичонели  |        |            |
| 2014   | 2020   | Фредерик Бардон |        |            |

## Экономика
В 2010 году среди 52 человек трудоспособного возраста (15—64 лет) 39 были экономически активными, 13 — неактивными (показатель активности — 75,0 %, в 1999 году было 75,6 %). Из 39 активных жителей работали 38 человек (20 мужчин и 18 женщин), безработной была 1 женщина. Среди 13 неактивных 2 человека были учениками или студентами, 9 — пенсионерами, 2 были неактивными по другим причинам.